# Domingoa purpurea
Domingoa purpurea är en orkidéart som först beskrevs av John Lindley, och fick sitt nu gällande namn av Van den Berg och Soto Arenas. Domingoa purpurea ingår i släktet Domingoa och familjen orkidéer. Inga underarter finns listade i Catalogue of Life.